# Schmidt-Seeger
Die Schmidt-Seeger GmbH war ein deutscher Maschinen- und Anlagenbauer, der sich auf die Getreideverarbeitung spezialisiert hatte.
Eine weltweit führende Position nahm es in der Vermälzungstechnologie ein.

## Geschichte
Das Unternehmen wurde 1929 auf der Brunnmühle, heute Gemeinde Walting, von den Brüdern Michael und Andreas Schmidt gegründet. 
1957 übernahm Willibald Schmidt den Betrieb, der damals sechs Mitarbeiter hatte. Kunden waren damals hauptsächlich Mühlenbetriebe. In den 1950er gab es in Deutschland ein Mühlensterben, welches den Markt für die Produkte der Firma verringerte. Zur gleichen Zeit wurde in den Getreidelagerhäusern von Sackannahme auf Getreideannahme per Gosse umgestellt. Schmidt konzentrierte die Firmenaktivitäten auf den Bau von Aspirateuren und Förderanlagen. Im weiteren Verlauf entwickelte sich die Firma zu einem Anbieter von Getreidelageranlagen sowie von Mälzerei- und Schrotereitechnik. Ein erfolgreiches Produkt war das Förderanlagen-System GAMO.
1979 wurde die Firma ins 30 km entfernte Beilngries verlagert und 1991 in eine Aktiengesellschaft umgewandelt. 1993 wurde in Döbeln, Sachsen, ein Zweigwerk errichtet. 2001 wurde die Seeger GmbH in Plüderhausen gekauft und der Konzern in Schmidt-Seeger umbenannt. 2005 lag der Umsatz bei 108 Millionen Euro. Er sank aber im Jahr darauf auf 63 Millionen. In beiden Jahren wurde ein Verlust in Millionenhöhe eingefahren. 2007 wurden die Schmidt-Seeger und die Tochtergesellsacht TSO an AG ATON, Fulda, verkauft. 2007 lag der Umsatz bei 107,7 Millionen Euro bei 383 Mitarbeitern. Am 15. Januar 2008 wurde die Firma wieder in eine GmbH umgewandelt. Der Mitarbeiterstamm wuchs 2009 auf 450 bei nur 84 Millionen Euro Umsatz. 2010 wurde der Standort Plüderhausen geschlossen und das Unternehmen von der Bühler AG übernommen. Der Umsatz lag bei 116 Millionen Euro bei 463 Mitarbeitern.
Mit dem Verkaufsgewinn der Firma gründete der langjährige Chef Willibald Schmidt eine Stiftung. 2006 erhielt er das Bundesverdienstkreuz am Bande.